# Vlasanica
Vlasanica (cyr. Власаница) – wieś w Serbii, w okręgu maczwańskim, w gminie Vladimirci. W 2011 roku liczyła 418 mieszkańców.